# Bambi e Thumper
Bambi e Thumper são duas personagens fictícias do filme 007 Os Diamantes são Eternos, de 1971, sétimo da franquia cinematográfica do agente secreto britânico James Bond. Assim como outros dois capangas do supervilão Ernst Stavro Blofeld na aventura, Mr. Wint e Mr. Kidd, atuam sempre em conjunto. Elas não existem no livro e foram criadas para o filme; seus nomes são uma brincadeira dos roteiristas – mantendo a veia cômica e excêntrica de Fleming para nomear as mulheres de suas aventuras – relativa aos mesmos personagens amigos do filme Bambi de Walt Disney. São interpretadas na tela pelas atrizes, ginastas, bailarinas e coreógrafas Lola Larson e Trina Parks.

## Características
Bambi e Thumper são duas assassinas e guarda-costas, uma branca e outra negra, peritas em artes marciais, à serviço de Blofeld e da SPECTRE. Agéis, altas e esculturais, são as encarregadas da vigilância do bilionário Willard Whyte, sequestrado por Blofeld, na casa onde ele é mantido cativo.

## No filme
James Bond vai até a uma mansão de luxo nos subúrbios de Las Vegas onde acredita que o milionário Willard Whyte, refém de Blofeld, se encontra prisioneiro. Ao adentrar a casa, é surpreendido pela presença de duas mulheres atléticas, uma de biquíni e outra em roupa de ginástica e turbante, que aparecem do nada. As duas se apresentam como Bambi e Thumper e imediatamente passam a atacar Bond.
Ágeis, ginastas e peritas em artes maciais, investem sobre Bond simultânea e separadamente, a chutes, cuteladas, estrangulamentos e pontapés dados em acobracias plásticas, e, de maneira sádica, sorrindo parecendo brincar com ele. Bond apanha, se vê em desvantagem, recua e acaba sendo jogado dentro da piscina da casa, onde as duas pretendem afogá-lo. Ali, com os movimentos das mulheres tolhidos pela água, a vantagem muda de lado e ele consegue agarrá-las e afogá-las simultaneamente até que lhe digam onde Whyte é mantido cativo. As duas são deixadas prostadas na piscina e Bond vai em busca de Whyte, encontrando-o trancado num quarto no subsolo da casa, depois da chegada da ajuda de Felix Leiter e seus homens da CIA.

## Legado
A luta das duas com Bond é considerada uma das mais memoráveis cenas da história da franquia e a casa de estilo futurista onde ela foi filmada, Elrod House, na verdade em Palm Springs, Califórnia, apesar de na história ser localizada em Las Vegas, é uma das obras premiadas do famoso arquiteto norte-americano John Lautner. Hoje, como outras obras do arquiteto, é designada como Monumento Histórico Cultural de Los Angeles .